# Suriname Diplomaten Instituut
Het Suriname Diplomaten Instituut (SDI) is een opleidingscentrum voor diplomaten in Paramaribo, Suriname.
Het instituut werd op 19 december 2017 geproclameerd door vicepresident Ashwin Adhin en startte in het eerste kwartaal van het jaar erop met veertig deelnemers de eerste trainingen. Ervoor werd de opleiding door het ministerie van Buitenlandse Zaken gedaan in samenwerking met bevriende landen.
Bij de opzet werd ondersteuning verleend door Marokko en Rusland, en verder vanuit onder meer Argentinië, China en Turkije, evenals het VN-Ontwikkelingsprogramma en de Pan-Amerikaanse Gezondheidsorganisatie. Ook blijven sinds de oprichting andere landen betrokken, zoals Brazilië, die in 2018 het prestigieuze Rio Branco Instituut daarvoor inschakelde, Indonesië, India, en Azerbeidzjan, en nodigde China in 2019 25 personen uit voor een training in Peking.
Het instituut staat ook open voor particulieren om de wisselwerking tussen de overheid, het bedrijfsleven en organisaties te versterken. In lijn met de professionalisering werd in november 2018 de wet Vaststelling van regels voor de Buitenlandse Dienst aangenomen die voor diplomaten een opleiding in diplomatie vereist, zoals aan het instituut, dan wel een hbo- of universitaire opleiding.